# Мін (міфологія)

Мін

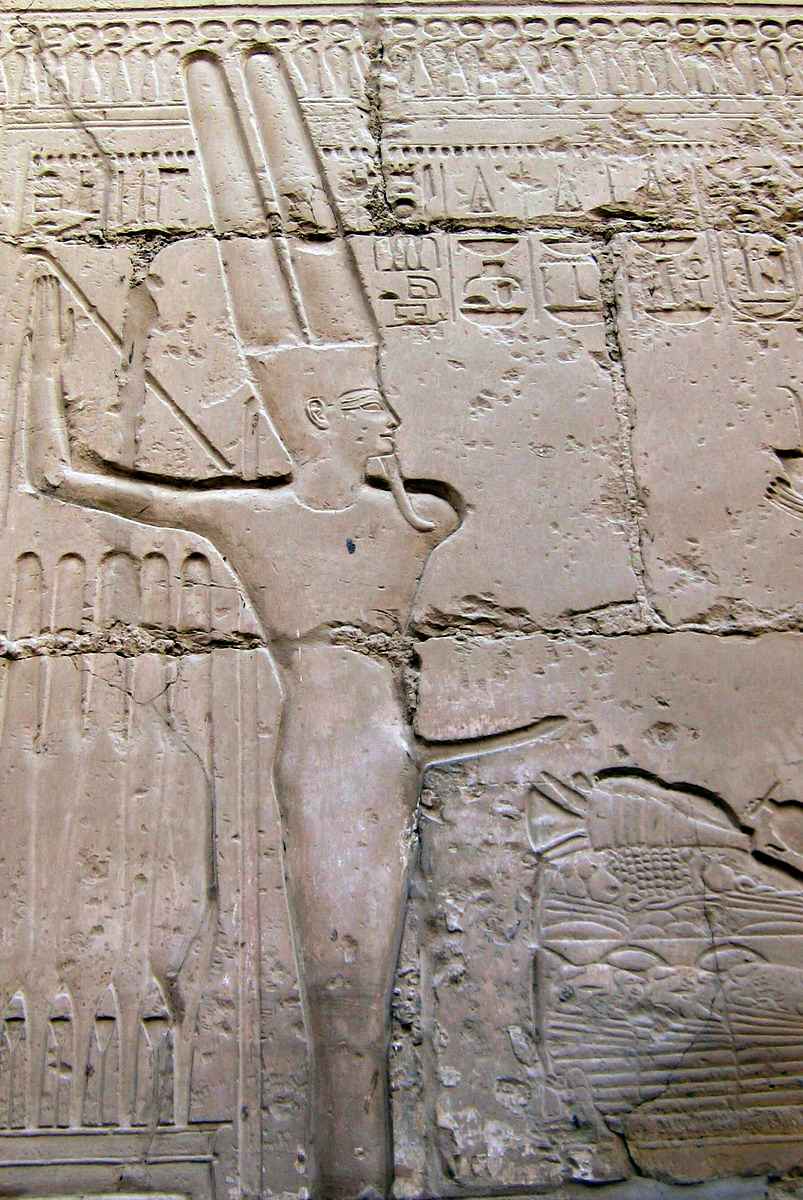
Мін

Мін - у єгипетській релігії бог родючості і покровитель мандрівних караванів, шанований в Коптосі. Вшановували з додинастичного часів, його культ став впорядкованим при Царі Скорпіоні (Серкеті). Міну був присвячений салат латук. На ранніх етапах давньоєгипетської історії він ототожнювався з Хором, у період Нового царства - з Амоном (Амон-Мін, Камутеф). 

## Легенда про Міна і Фараона
Фараон зібрав до свого війська всіх чоловіків, не взявши на війну Міна. Мін жив на болоті в постійній близькості до квіток лотоса, від їх запаху мав потужну потенцію. За довгої відсутності чоловіків призвело до того, що жінки ходили до Міна на побачення. За ніч він злягається приблизно з 50-ма жінками. Через 14 років фараон із залишками війська повернувся і побачив багато здорових дітей. Винуватцем виявився Мін, за що і був покараний. Йому відрубали руку й ногу. Через кілька років у Єгипті знову почалася війна і фараон знову став збирати військо. В результаті чого Мін виявився рятівником нації, тому що народилося багато хлопчиків, які могли захистити країну. У єгипетських храмах є зображення фараона що підносить на знак подяки Міну квітки лотоса. 

## Мін в ієрогліфах
Мін 
| R22 · R12 | C8 |